# الحرب العثمانية البندقية (1714–1718)

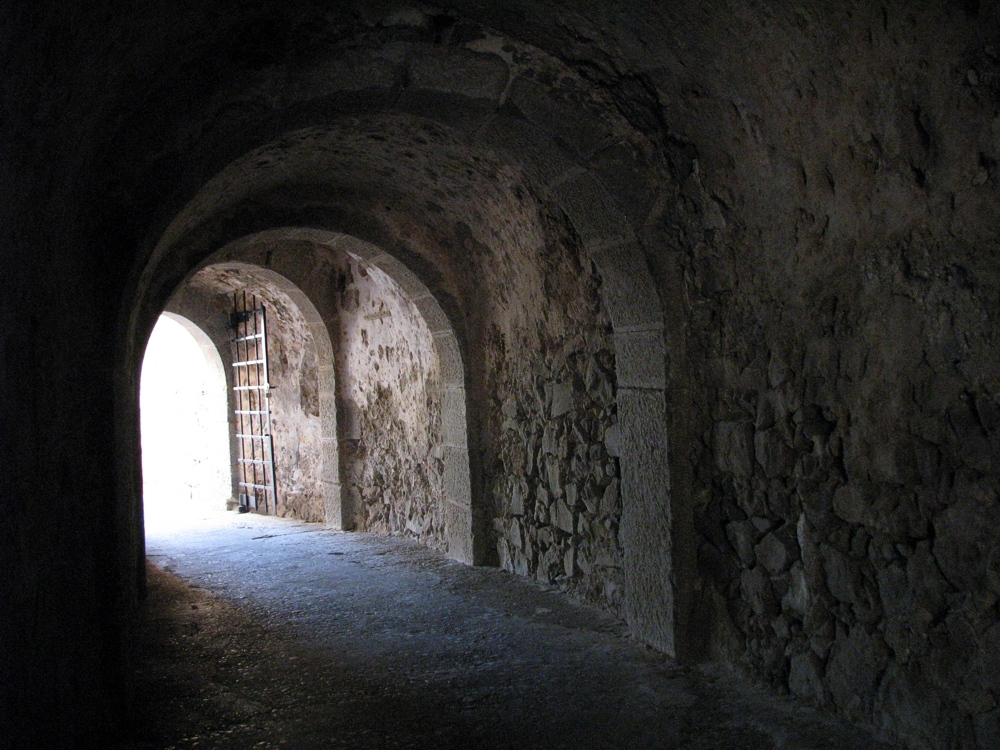

كانت الحرب العثمانية-البندقية السابعة بين جمهورية البندقية والإمبراطورية العثمانية بين عامي 1714 و1718. وكان الصراع الأخير بين القوتين، وانتهى بالنصر العثماني وفقدان الاستحواذ الأعظم للبندقية على شبه الجزيرة اليونانية، البيلوبونيز (موريا). أنقذ تدخل النمسا البندقية من هزيمة أكبر في عام 1716. أدت الانتصارات النمساوية إلى توقيع معاهدة باساروفجا في عام 1718، والتي أنهت الحرب.
كانت تُسمى هذه الحرب أيضًا حرب موريان الثانية، أو الحرب الصغيرة، وفي كرواتيا أخذت اسم حرب سينج.

## خلفية
بعد هزيمة الإمبراطورية العثمانية في الحصار الثاني للبندقية عام 1683، جمعت الرابطة المقدسة للينتس معظم الدول الأوروبية (باستثناء فرنسا وإنجلترا وهولندا) في جبهة مشتركة ضد العثمانيين. عانت الإمبراطورية العثمانية في الحرب التركية العظمى الناتجة (التي استمرت منذ عام 1684 وحتى عام 1699) من عدد من الهزائم مثل معركتي موهاج وزانطة، وفي معاهدة كارلوفجة (1699)، اضطرت إلى التخلي عن الجزء الأكبر من المجر إلى ملكية هابسبورغ، وبودوليا حتى بولندا وليتوانيا، بينما استولت الإمبراطورية الروسية على آزوف.
شنت جمهورية البندقية في أقصى الجنوب هجومها على الإمبراطورية العثمانية، ساعيةً إلى الانتقام من الغزوات المتتالية على إمبراطوريتها الخارجية (ما وراء البحر) من قبل الأتراك، وكان آخرها (التي كانت في عام 1669) حرب كريت. كانت قوات البندقية، بقيادة الجنرال البارع فرانشيسكو موروسيني (الذي أصبح دوق البندقية في 1688)، قادرة في وقت مبكر من الصراع على لاستيلاء على جزيرة سيفالونيا (سانتا ماورا) في عام 1684، وشبه جزيرة بيلوبونيز (موريا) (منذ عام 1685 وحتى عام 1687)، وأجزاء من منطقة كونتيننتال في اليونان، على الرغم من محاولات غزو شالكيس (نيغروبونتي)، فشلت محاولات استعادة كريت والتمسك بشيوس. في معاهدة كارلوفيتش، اكتسبت البندقية اعترافًا بسيطرتها على كيفالونيا وموريا، واستعادت الوضع في بحر إيجة إلى الوضع الراهن قبل الحرب، تاركة فقط جزيرة تينوس بأيدي البندقية.
كان العثمانيون منذ البداية مصممين على عكس هذه الخسائر، خاصةً الوضع في موريا، التي كان لخسارتها اضطراب محسوس في بلاط الملك العثماني، إذ يأتي جزء كبير من دخل السلطانة الأم من هناك. كان هناك مُسبقًا في عام 1702 توترات بين القوتين، وشائعات عن الحرب بسبب مصادرة البندقية لسفينة تجارية عثمانية، نُقلت القوات والإمدادات إلى المقاطعات العثمانية المتاخمة لمملكة البندقية «مملكة موريا». كان موقف البندقية هناك ضعيفًا، إذ يوجد بضعة آلاف فقط من القوات في شبه الجزيرة كلها، وكانت تعاني من مشاكل في الإمداد والانضباط والمعنويات. ومع ذلك، استمرّ السلام بين القوتين لمدة اثني عشر سنة أخرى. في هذه الأثناء، بدأ العثمانيون بإصلاحات في بحريتهم، بينما وجدت البندقية نفسها معزولة دبلوماسيًا عن القوى الأوروبية الأخرى، إذ شغل انتباه معظم الدول انهيار العصبة المقدسة بعد انتصارها، وحرب الخلافة الإسبانية (منذ عام 1701 وحتى عام 1714) وحرب الشمال العظمى (منذ عام 1700 وحتى عام 1721). استفاد العثمانيون من الوضع الدولي المواتي لتسوية حساباتهم مع روسيا، مما ألحق بهم هزيمة فادحة في حملة نهر بروت عامَي 1710 و1711. شجع هذا النصر القيادة العثمانية، وأصبح الطريق مفتوحًا للهجوم على البندقية بعد توقيع معاهدة أدرنة الروسية التركية في يونيو 1713.
كان من السهل العثور على ذريعة، وكانت الذريعة هي الاستيلاء على سفينة عثمانية تحمل كنوز الصدر الأعظم السابق، داماد حسن باشا المورلي، فضلًا عن منح الفينيسيين (سكان البندقية) ملاذًا لدانيلو الأول، الأمير الأسقف على الجبل الأسود، بعد أن أطلق ثورة فاشلة ضد الأتراك. نتيجة لذلك، في 9 ديسمبر عام 1714، أعلنت الإمبراطورية العثمانية الحرب على البندقية.